# Neuropatologie

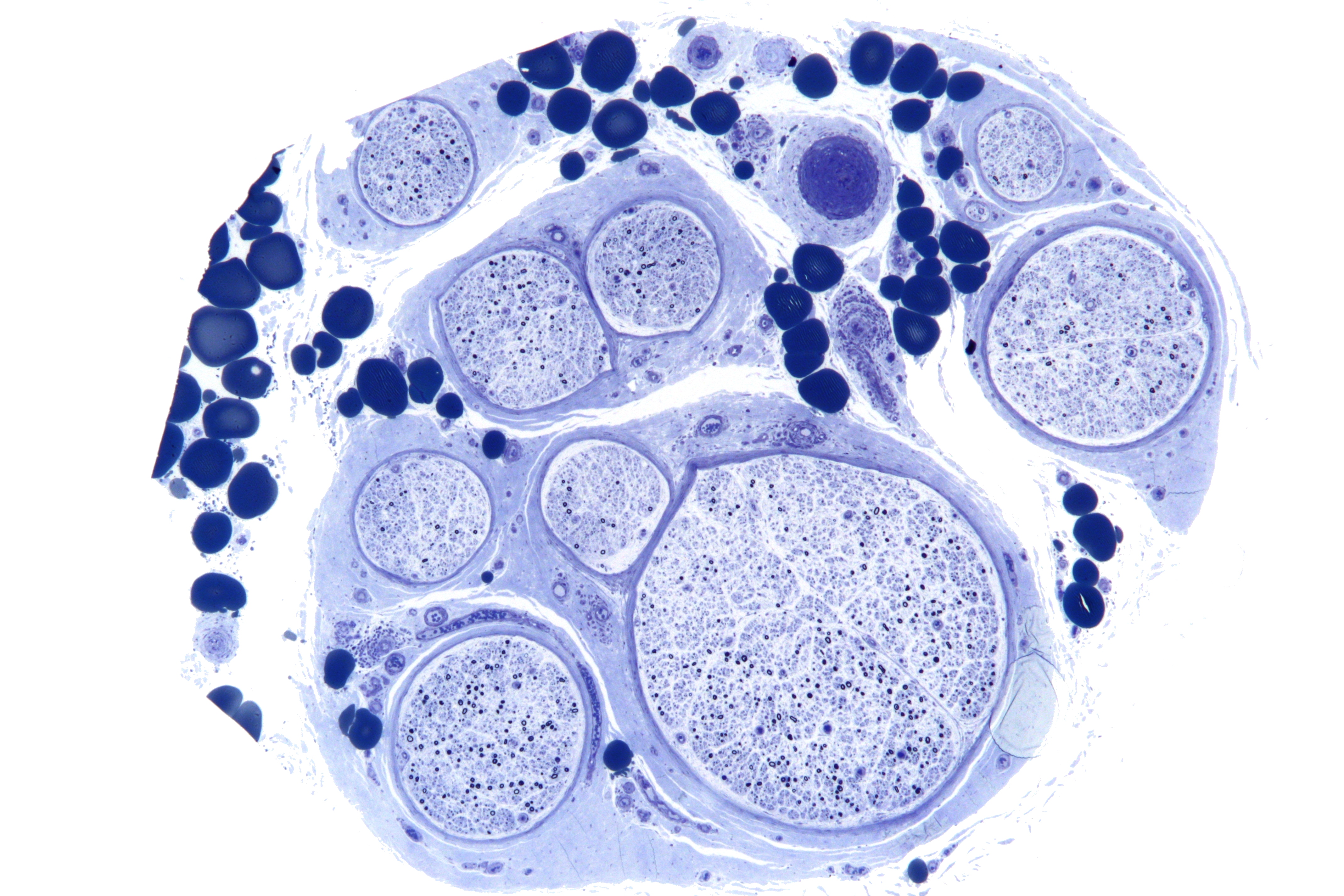
Microfotografie a unei neuropatii vasculitice. Plastic încorporat. Albastru de toluidină

Neuropatologie este studiul bolii țesutului sistemului nervos, de obicei sub formă de mici biopsii chirurgicale sau autopsii ale întregului corp. Neuropatologii lucrează de obicei într-un departament de patologie anatomică, dar lucrează îndeaproape cu disciplinele clinice ale neurologiei și neurochirurgiei, care depind adesea de neuropatologie pentru un diagnostic. Neuropatologia se referă, de asemenea, la patologia criminalistică, deoarece bolile cerebrale sau leziunile cerebrale pot fi legate de cauza morții. Neuropatologia nu trebuie confundată cu neuropatia, care se referă la tulburările nervilor înșiși (de obicei în sistemul nervos periferic) și nu la țesuturi. În neuropatologie, ramurile specializărilor sistemului nervos, precum și țesuturile se reunesc într-un singur domeniu de studiu.

## Legături externe
- American Association of Neuropathologists
- British Neuropathological Society
- EuroCNS European Confederation of Neuropathological Societies
- International Society of Neuropathology
- Blog by neuropathologist Brian E. Moore, MD
- Web site by Dimitri Agamanolis, M.D.
- wiseGEEK